# Хартфорд (Коннектикут)
Ха́ртфорд (англ. Hartford) — город на северо-востоке США, столица штата Коннектикут. Расположен в округе Хартфорд на берегу реки Коннектикут. В 2020 году население города составляло 121 054 человек. Город является третьим по величине в штате после Бриджпорта и Нью-Хейвена. Агломерация Хартфорда занимает 45-е место по численности населения в США  (1 213 531 чел. на 2020 год).

## История
В 1623 году на этом месте было основано голландское поселение Форт Доброй Надежды (нидерл. Fort Goede Hoop) у слияния рек Коннектикут и Парк.
Основанное в 1635 году английскими колонистами, поселение Хартфорд является одним из старейших городов Соединенных Штатов. Здесь находится старейший общественный художественный музей страны.  Первоначальное название поселения – Ньютон, но через два года, в 1637 году, было переименовано в Хартфорд. Предполагается, что это название происходит от названия английского города Хартфорд (англ. Hertford).
15 декабря 1815 году делегации штатов Новой Англии собрались в Хартфорде, чтобы обсудить изменения в Конституции США с целью защиты собственных интересов и расширения автономии. Позже Хартфорд стал центром аболиционизма.

Хартфорд на открытке

6 июля 1944 года в городском цирке произошёл сильный пожар, в результате которого погибло 167 (по другим данным — 169) человек и свыше 700 пострадали.
С середины XX века население города начало снижаться, множество белых горожан переехало в пригороды, на их место пришли афроамериканцы и выходцы из Латинской Америки (доля белых упала с 92,8 % в 1950 до 15,8 % в 2010).
Дважды (1950, 1961) город был награждён премией «All-America City Award» (с англ. — «Всеамериканский город») присуждаемой Национальной гражданской лигой, которую неофициально называют «Нобелевской премией за конструктивное гражданство» и которая выдается за активную гражданскую позицию жителей некорпоративных сообществ Соединённых Штатов в жизни местного самоуправления.
В 1980-х годах Хартфорд пережил период экономического подъёма, окончившийся в начале 1990-х годов.
В 1981 году Тёрмен Л. Милнер стал первым афроамериканцем-мэром города и первым чернокожим мэром в Новой Англии. В 1987 году Кэрри Сэксон Перри стала первой чернокожей женщиной-мэром города.

## География и климат
Река Коннектикут протекает по восточной окраине города. Река Парк, некогда делившая Хартфорд на северную и южную части, в настоящее время заключена в коллектор.
Хартфорд лежит в зоне умеренно континентального климата, смягчённого влиянием Атлантического океана. Зима холодная и снежная, лето жаркое и дождливое, с частыми сильными грозами.
| Показатель                                                                | Янв.  | Фев.  | Март  | Апр.  | Май   | Июнь  | Июль  | Авг.  | Сен.  | Окт.  | Нояб. | Дек.  | Год  |
| ------------------------------------------------------------------------- | ----- | ----- | ----- | ----- | ----- | ----- | ----- | ----- | ----- | ----- | ----- | ----- | ---- |
| Абсолютный максимум, °C                                                   | 22    | 25    | 32    | 36    | 37    | 38    | 39    | 39    | 38    | 33    | 28    | 24    | 39   |
| Средний суточный максимум, °C                                             | 2,1   | 3,6   | 8,5   | 15,8  | 22,1  | 26,6  | 29,6  | 28,5  | 24,3  | 17,5  | 10,8  | 4,8   | 16,2 |
| Средняя температура, °C                                                   | −2,7  | −1,3  | 3,2   | 9,7   | 15,6  | 20,5  | 23,5  | 22,5  | 18,2  | 11,7  | 5,7   | 0,3   | 10,6 |
| Средний суточный минимум, °C                                              | −7,3  | −6,3  | −2,1  | 3,6   | 9,1   | 14,3  | 17,4  | 16,5  | 12,1  | 5,8   | 0,6   | −4,1  | 4,9  |
| Абсолютный минимум, °C                                                    | −32   | −31   | −21   | −13   | −2    | 3     | 7     | 2     | −1    | −8    | −17   | −28   | −32  |
| Среднее число солнечных часов в месяц                                     | 169,8 | 176,1 | 213,9 | 228,2 | 258,6 | 273,4 | 293,1 | 269,6 | 223,6 | 199,4 | 139,4 | 139,5 | 2585 |
| Среднее число дней с осадками                                             | 11    | 11    | 11    | 12    | 12    | 12    | 11    | 10    | 9     | 11    | 10    | 12    | 130  |
| Норма осадков, мм                                                         | 83    | 80    | 97    | 99    | 96    | 109   | 106   | 107   | 112   | 115   | 89    | 104   | 1195 |
| Средняя влажность, %                                                      | 64    | 63    | 60    | 58    | 63    | 67    | 68    | 71    | 73    | 69    | 68    | 68    | 66   |
| Источник: Национальное управление океанических и атмосферных исследований |       |       |       |       |       |       |       |       |       |       |       |       |      |

## Экономика

Учебный центр UTC в Фармингтоне

Район Хартфорда исторически являлся одним из промышленных центров Новой Англии. Несмотря на то, что общая для США тенденция к деиндустриализации не избежала и Коннектикута, город до сих пор играет важную роль в промышленности Северо-Востока США. В пригороде Хартфорда Фармингтоне расположена штаб-квартира группы компаний UTC (United Technologies Corporation), в состав которой входят:
- Carrier (одна из ведущих в мире компаний по производству систем обогрева, вентиляции, кондиционирования, охлаждения)
- Hamilton Standard (компания оборонного комплекса, разрабатывающая и выпускающая авиационное и иное военное оборудование)
- Otis (крупнейший в мире производитель лифтов и эскалаторов)
- Pratt & Whitney (компания-производитель авиадвигателей, газовых турбин и др.)
- Sikorsky Aircraft Corporation с июля 1929 по ноябрь 2015 (мировой лидер в разработке и выпуске вертолётов для коммерческих, промышленных и военных нужд)

Штаб-квартира компании Pratt & Whitney America находится в Хартфорде. Также в городе и его окрестностях расположены заводы компании по производству авиадвигателей и их компонентов.
Важную роль в городской экономике играют также страховое дело, здравоохранение и, особенно, образование. В границах Хартфорда и в его ближайших пригородах располагаются Университет Хартфорда, Тринити-колледж, Гудвин-колледж, Университет Святого Иосифа, Школа права Коннектикутского университета, Политехнический институт Ренсселера (хартфордский кампус) и Хартфордская семинария. В районе Хартфорда и Спрингфилда расположены более 26 колледжей и университетов. Этот район является вторым по количеству высших учебных заведений в Новой Англии.
Благодаря статусу столицы штата многие горожане обеспечиваются рабочими местами в органах власти различного уровня.

## Транспорт

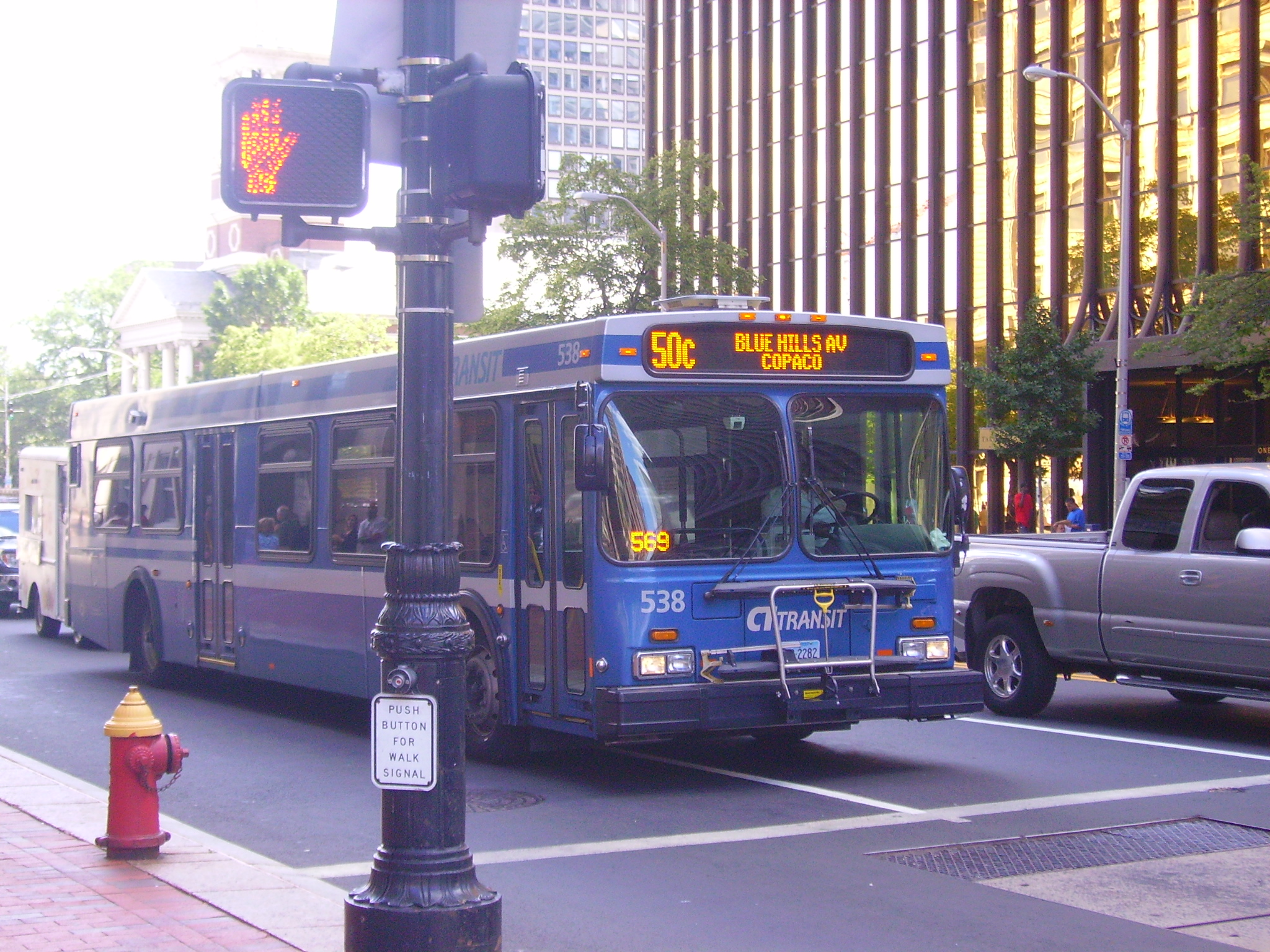
Городской автобус

Город обслуживается Международным аэропортом «Брэдли» (IATA: BDL, ICAO: KBDL) с годовым пассажирооборотом 5,6 млн человек (2011). Из аэропорта выполняются рейсы в большинство крупных городов США, кроме Западного побережья, а также в Торонто и Монреаль. Имеются сезонные рейсы в Канкун и Пунта-Кану. Для дальних перелётов горожане часто пользуются аэропортами Бостона и Нью-Йорка.
В Хартфорде имеется железнодорожная станция компании «Амтрак», на которой ежедневно останавливается больше десятка поездов маршрута Нью-Йорк — Бостон, а также отправляются поезда в различные города штатов Коннектикут, Массачусетс, и Вермонт.
Через город проходят межштатные шоссе I-84 и I-91.
Общественный транспорт в Хартфорде и окрестностях представлен 43 обычными автобусными маршрутами и 17 маршрутами автобусов-экспрессов под управлением организации Connecticut Transit Hartford.

## Население

Изменение численности населения по годам

По данным переписи 2010 года в городе проживало 124 775 человек, имелось 44 986 домохозяйств и 27 171 семья.
Расовый состав населения:
- белые — 15,8 % (в 1970 — 63,9 %)
- афроамериканцы — 38,7 %
- латиноамериканцы (всех рас) — 43,4 %
- азиаты — 2,8 %

Пуэрториканцы составляют 33,7 % горожан, являясь крупнейшей национальной группой. Мэр города Педро Сегарра, так же, как его предшественник Эдди Перес — уроженцы Пуэрто-Рико.
Среднегодовой доход на душу населения составляет 13 428 долларов США (самый низкий показатель среди столиц штатов, притом, что аналогичный показатель в среднем по Коннектикуту является одним из наивысших в США). 30 % населения Хартфорда имеют доход ниже прожиточного минимума, что является вторым в США показателем после Браунсвилла (Техас). Средний возраст горожан — 30 лет. Уровень преступности очень высокий, в 3,4 раза выше среднеамериканского и в 4,8 раза выше среднего по штату.
Среди избирателей города преобладают сторонники Демократической партии.

## Достопримечательности
- Дом Марка Твена
- Дом Гарриет Бичер-Стоу

## Города-побратимы
- Польша: Быдгощ
- Пуэрто-Рико: Кагуас
- Португалия: Мангвалде
- Ямайка: Морант-Бей
- Ирландия: Нью-Росс
- Никарагуа: Окотал
- Греция: Салоники
- Великобритания: Хартфорд (Англия)
- Италия: Флоридия
- Сьерра-Леоне: Фритаун